# Beauty and the Beast (canção de David Bowie)
"Beauty and the Beast" é uma canção do músico britânico David Bowie, sendo a faixa de abertura do álbum "Heroes", de 1977. Foi lançada como segundo single do álbum em janeiro de 1978, chegando somente à posição n°39 do UK Singles Chart.

## Música e letra
A música de abertura, uma combinação desarticulada de piano, guitarra, música eletrônica e voz crescendo progressivamente, foi descrita como tendo soado como se "Bowie estivesse se tornando O Incrível Hulk na sua frente". A canção conta com Robert Fripp na guitarra principal, com tratamentos e sintetizador de Brian Eno. Fripp afirmou que seu trabalho com a guitarra nesta faixa é fruto do primeiro take realizado após chegar ao estúdio.
A letra da canção foi interpretada como uma visão passada sobre as severas alterações de humor de Bowie durante seu vício de cocaína, enquanto ele viveu em Los Angeles, de 1975 a 11976. O verso "Thank God Heaven left us standing on our feet" ("Graças a Deus, os Céus nos deixaram independentes") sugere a gratidão do cantor por ter superado aquele período. A expressão "someone fetch a priest" ("alguém traga um padre") não faz alusão a uma necessidade de socorro religioso, mas sim à exclamação "someone fuck a priest", frequentemente falada pelo coprodutor Tony Visconti durante a gravação de "Heroes".

Em outra interpretação, James E. Perone escreveu:
"Beauty and the Beast"  é uma daquelas canções de David Bowie cuja letra pode deixar o ouvinte coçando a cabeça e se imaginando qual o seu significado. Bowie estabelece uma base de sentimento de maldade no ar através da sua letra impressionista e não linear. As referências de Bowie permitem ao ouvinte que leia os personagens de Bela e Fera ["Beauty and the Beast"] de duas formas possíveis. Ou há duas entidades ou, talvez, dois lados se uma única personalidade. Em ambos os casos, o fato é que o lado negro - que Bowie descreve como inevitável - comanda a situação por ele construída. O leitor deve ter em mente que Bowie, ao longo de toda sua carreira, criou imagens baseadas na dialética de bem/mal: não é algo exclusivo de "Beauty and the Beast". Apesar disso, é interessante considerar a influência de Berlim neste ponto de sua carreira. Certamente, as dialéticas de Berlim Ocidental/Berlim Oriental e Comunismo/Democracia se encaixam convenientemente na possível compreensão do ouvinte sobre a canção.

## Lançamento e consequências
Single seguinte a "'Heroes'", "Beauty and the Beast" foi considerada uma escolha pouco convencional para o seu lançamento, o que se refletiu no fato de que a canção mal entrou para o Top 40 britânico. Roy Carr e Charles Shaar Murray, editores da NME, observaram que o "seu tom estridente e perigoso (e era um dos singles mais ameaçadores de um ano ameaçador) obviamente dissuadiu uma grande parte dos consumidores instáveis atraídos pelo romantismo tóxico de seu antecessor imediato". O single americano não entrou para as paradas, apesar de ter suas vendas aumentadas por uma versão promocional com "Fame", antigo hit de Bowie, no Lado B.
Bowie tocou a canção ao vivo somente na sua turnê de 1978, com uma versão no álbum Stage.

## Faixas

### Singlede 7 polegadas
1. "Beauty and the Beast" (David Bowie) – 3:32
2. "Sense of Doubt" (Bowie) – 3:57

### Singlede 12 polegadas
1. "Beauty and the Beast (Special Extended Version)" (Bowie) – 5:18
2. "Fame" (Bowie, John Lennon, Carlos Alomar) – 3:30

- O single de 12 polegas foi somente lançado nos EUA (promocionalmente) e na Espanha.

## Créditos de produção
- Produtores:
  - Tony Visconti
  - David Bowie
- Músicos:
  - David Bowie: voz, piano
  - Robert Fripp: guitarra principal
  - Carlos Alomar: guitarra rítmica
  - George Murray: baixo
  - Dennis Davis: bateria
  - Brian Eno: sintetizador, tratamento de guitarra
  - Antonia Maass: backing vocal

## Versões ao vivo
- Uma versão ao vivo gravada na primavera de 1978 foi lançada no álbum ao vivo Stage.

## Covers
- A canção foi regravada pela banda de metal cristão Deliverance, no álbum Camelot-in-Smithereens (1995).

## Outros lançamentos
- A faixa foi lançada nas seguintes compilações:
  - Chameleon (Austrália e Nova Zelândia 1979)
  - The Singles Collection (1993)
  - The Best of David Bowie 1974/1979 (1998)
  - The Collection (2005)
  - The Platinum Collection (2005/2006)
- A faixa foi lançada como picture disc na coleção de picture discs da RCA Life Time.